# Ucsijama Tamaki
Ucsijama Tamaki (内山 環; Hepburn: Uchiyama Tamaki) (Hjógo prefektúra, 1972. december 13. –) japán válogatott labdarúgó.

## Klub
A labdarúgást a Tasaki Kobe Ladies csapatában kezdte. 42 bajnoki mérkőzésen lépett pályára és 15 gólt szerzett. 1992-ben a Prima Ham FC Kunoichi csapatához szerződött. 1992 és 1999 között a Prima Ham FC Kunoichi csapatában játszott. 104 bajnoki mérkőzésen lépett pályára és 46 gólt szerzett. 1999-ben vonult vissza.

## Nemzeti válogatott
1991-ben debütált a japán válogatottban. A japán válogatott tagjaként részt vett az 1991-es, az 1995-ös, az 1999-es világbajnokságon és az 1996. évi nyári olimpiai játékokon. A japán válogatottban 58 mérkőzést játszott.

## Statisztika
| Japán válogatott | Japán válogatott | Japán válogatott |
| Időszak          | Mérk.            | gól              |
| ---------------- | ---------------- | ---------------- |
| 1991             | 6                | 3                |
| 1992             | 0                | 0                |
| 1993             | 0                | 0                |
| 1994             | 5                | 1                |
| 1995             | 9                | 9                |
| 1996             | 8                | 3                |
| 1997             | 6                | 4                |
| 1998             | 10               | 2                |
| 1999             | 14               | 4                |
| Összesen         | 58               | 26               |

## Sikerei, díjai
Japán válogatott
- Ázsia-kupa:  Ezüst; 1991, 1995,  Bronz; 1997

Klub
- Japán bajnokság: 1995, 1999

Egyéni
- Az év Japán csapatában: 1995, 1999